# Ernie Copland
Ernie Copland (15 de abril de 1927) é um ex-futebolista escocês que atuava como atacante.

## Carreira
Ernie Copland fez parte do elenco da Seleção Escocesa de Futebol, na Copa do Mundo de  1954, porém ele não viajou para a Suíça.[carece de fontes?]